# Sukananti (Jarai)
Sukananti is een bestuurslaag in het regentschap Lahat van de provincie Zuid-Sumatra, Indonesië. Sukananti telt 742 inwoners (volkstelling 2010).